# Lac Amqui
Lac Amqui är en sjö i Kanada.   Den ligger i regionen Mauricie och provinsen Québec, i den sydöstra delen av landet, 280 km nordost om huvudstaden Ottawa. Lac Amqui ligger 367 meter över havet.
I omgivningarna runt Lac Amqui växer i huvudsak blandskog. Trakten runt Lac Amqui är nära nog obefolkad, med mindre än två invånare per kvadratkilometer.